# Championnat NCAA de cross-country
Le Championnat NCAA de cross-country masculin est un ensemble de championnats de cross-country organisées par la National Collegiate Athletic Association, association sportive universitaire américaine. La compétition est divisée en trois divisions. La compétition a été créée en 1938 et se déroule en automne. L'équipe tenant du titre en 2012 en première division est l'équipe des Cowboys d'Oklahoma State et le champion individuel est Kennedy Kithuka.